# Benjamin Mako Hill
Benjamin Mako Hill (2. prosinca 1980.) je aktivist i zagovarač slobodnog softvera, haker, predavač i autor.
Suradnik je i programer slobodnog softvera kao dio projekata Debian i Ubuntu, te koautor tri tehnička priručnika na tu temu, Debian GNU / Linux 3.1 Bible, The Official Ubuntu Server Book i The Official Ubuntu Book.
Hill je docent za komunikologiju na Sveučilištu u Washingtonu i član je upravnog odbora Zaklade za slobodni softver.

## Biografija
Hill je magistrirao na MIT-u i doktorirao na interdisciplinarnom studiju koji uključuje MIT Sloan School of Management-u i MIT Media Lab-u. Od jeseni 2013. docent je na Odsjeku za komunikacije na Sveučilištu u Washingtonu. Također je suradnik u MIT centru za građanske medije gdje koordinira razvoj softvera za građansko organiziranje. Radio je kao savjetnik i izvođač radova na projektu Jedan laptop po djetetu. Zagovarač je GNU projekta, i član odbora Software Freedom International (organizacije koja organizira Dan slobodnog softvera). Kada se 2006. godine oženio s Mikom Matsuzaki na ceremoniji vjenčanja koristio je matematički ograničene vjenčane zavjete.

## Debian
Od 1999. godine Hill je aktivan član Debiana. Služio je kao delegat voditelja projekta Debian, a osnivač je i koordinator Debian neprofitne organizacije, prilagođene distribucije Debiana dizajnirane za zadovoljavanje potreba malih neprofitnih organizacija. Uz to je od ožujka 2003. do srpnja 2006. godine služio u odboru Softvera u javnom interesu, kao potpredsjednik organizacije od kolovoza 2004. godine.

## Ubuntu
Hill je bio glavni programer i suosnivač Ubuntu-a te i dalje aktivno sudjeluje u projektu. Uz tehničke odgovornosti i zadatke, koordinirao je izgradnju zajednice oko Ubuntu projekta kao "menadžer zajednice" tijekom prvih i pol godine dana postojanja Ubuntua (kasnije ustupajući ulogu Jonu Baconu). U tom razdoblju je radio puno radno vrijeme za Canonical Ltd. U okviru Projekta, je bio članom upravnog odbora "Vijeća zajednice" koji nadgleda sve netehničke aspekte projekta, sve do listopada 2011. Njegov rad uključivao je doprinos kodeksu ponašanja i projektnu izjavu o različitosti.

## Ostalo djelovanje
Uz razvoj softvera, Hill opširno piše. Njegovi su radovi objavljeni u akademskim knjigama i časopisima, biltenima i internetskim časopisima, a magazin Slate republicirao je jedan od njegovih blog postova. Autor je projekta za upravljanje slobodnim softverom HOWTO, kanonskog dokumenta o upravljanju projektima slobodnog softvera i softvera otvorenog koda (FOSS), a objavio je akademski rad na FOSS-u iz antropološke, sociološke, upravljačke i softverske perspektive te pisao i govorio o intelektualnom vlasništvu, autorskim pravima i suradnji općenito. Također je proučavao sociologiju uključenosti zajednice u web zajednice, te je široko objavljivan i citiran u projektima poput Scratch-a i Wikipedije. O tim je temama govorio javno, kao i održavajući glavnu riječ na OSCON-u 2008.
Hill je nekoliko godina radio kao savjetnik za FOSS projekte specijalizirane za koordinaciju izdavanja softvera kao slobodnog ili otvorenog softvera i strukturiranje razvojnih napora za poticanje uključivanja zajednice. Značajan dio svog vremena provodi putujući i održavajući razgovore o FOSS-u i intelektualnom vlasništvu, prvenstveno u Europi i Sjevernoj Americi.
Prije svojih trenutnih pozicija, Hill se bavio istraživanjem kao diplomirani istraživač u MIT Media Laboratoriju. U laboratoriju je radio i u grupama Electronic Publishing and Computing Culture na zajedničkom pisanju i softveru za donošenje odluka. Jedan od projekata, Selectricity, nagrađivani je alat za glasanje koji je dobio nagrade i novčanu potporu od MTV-a i Cisco-a. Bio je suradnik u Harvard Berkman centru za internet i društvo i MIT centru za građanske medije.
Bio je član savjetodavnog odbora zaklade Wikimedija, savjetodavnog vijeća Zaklade za otvoreno znanje i odbora Zaklade za slobodni softver. Bio je član osnivač Vijeća zajednice Ubuntu 2009. godine.

## Nagrade
- Nagrada za istraživanje Symbiont za 2019. godinu – General Symbiont[32]

## Vanjske poveznice
- https://mako.cc/ web stranica
- Copyrighteous – osobni weblog
- Biografija sa Sveučilišta u Washingtonu  Arhivirana inačica izvorne stranice od 19. rujna 2020. (Wayback Machine)
- showingerrors.com
- MIT LabCAST: Odabir
- Laboratoriji oligarhije, videozapis prezentacije u Berkmanovom centru za internet i društvo.